# TUE Série 5000 (Fepasa)
O TUE Série 5000 (Fepasa) foi um trem unidade elétrico pertencente à frota do Trem Metropolitano de São Paulo.

## História

### Projeto e Construção (1973-1980)

Trem da Série 5000 sendo testado em Queyrac - Montalivet, França, fevereiro de 1978. Revista La Vie du rail.

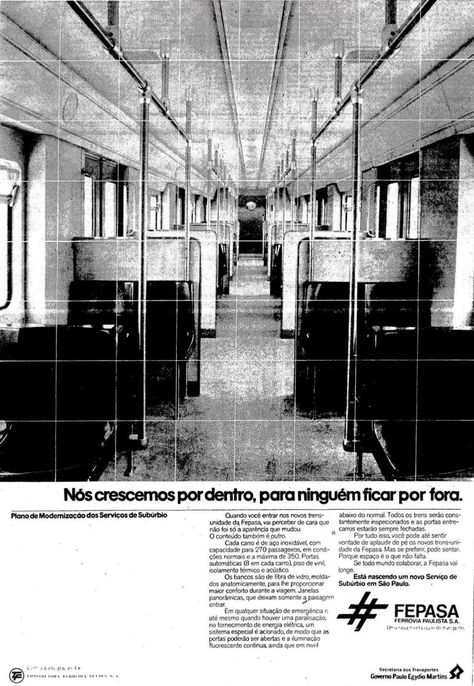
Anúncio publicitário da Fepasa apresentando o interior do novo trem, 1979. Esse é um dos 54 carros produzidos na França, cuja principal diferença aos demais construídos no Brasil está na posição dos bancos transversais em relação ao carro. Nos demais carros, a posição dos bancos passou a ser mista (bancos transversais e longitudinais).

O projeto desse trem surgiu no início dos anos 1970 quando o governo paulista, comandado por Laudo Natel, contratou a empresa francesa Sofrerail (atual Systra) para realizar estudos de remodelação dos trens de subúrbios da FEPASA. Após os estudos e posterior lobby, o então presidente da ferrovia paulista, general Jaul Pires de Castro, recomendou a aquisição de 60 trens de 4 carros da indústria francesa. A compra dos trens foi aprovada pelo então secretário de transportes Paulo Maluf, que chegou a levar os contratos e a proposta para que fossem avalizados pelo presidente Geisel. Em janeiro de 1975, a FEPASA e um consórcio de fabricantes de equipamentos ferroviários franceses (Francorail) chegaram a assinar um contrato no valor de US$ 200 milhões para o fornecimento de 60 trens de passageiros de aço inox, com cada trem possuindo 2 carros motor e 2 reboque, equipados com ar condicionado, bancos estofados e sistema de controle de tração tipo 'chopper'. 
O projeto sofreu uma reviravolta poucos meses depois, após a posse do novo governador, Paulo Egydio Martins, que mandou o novo secretário de transportes revisar o contrato de financiamento com o banco Crédit Lyonnais, quando o mesmo estava prestes a ser assinado pelo então embaixador do Brasil na França Antônio Delfim Netto. Segundo a gestão Martins, o contrato assinado na França  tinha um custo de cerca de US$ 900 mil por trem enquanto a RFFSA estava adquirindo trens similares da indústria nacional por US$ 400 mil a 500 mil cada. Após acusações de corrupção rapidamente abafadas pelo regime militar, o contrato sofreu reduções de escopo e financiamento além do aumento de 60 para 100 trens de 3 carros cada e a inclusão da indústria nacional no projeto.
A Francorail utilizou parcialmente o projeto da série Z 6400 da SNCF para acelerar a fabricação dos trens para a FEPASA, que vivia uma situação cada vez mais precária nas suas linhas de subúrbio. Foi formado um consórcio franco-brasileiro para a fabricação de 100 trens unidade. O consórcio Construtor de Trens Unidade (CCTU) era formado pelas empresas Francorail, Société MTE, Brown Boveri (atual ABB), Traction CEM Oerlikon, Jeumont Schneider e a brasileira Cobrasma.
Os trens unidade elétricos foram fabricados entre 1978 e 1980 pelo consórcio CCTU, que os nomearam série 9000. As 18 primeiras unidades (de um total de 100) foram totalmente fabricadas na França, sendo as 82 restantes montadas no Brasil pela Cobrasma, em regime CKD nas fábricas de Osasco e Sumaré.
| Ano   | Quantidade TUE's |
| ----- | ---------------- |
| 1978  | 20               |
| 1979  | 50               |
| 1980  | 30               |
| Total | 100              |

### Operação (1979-2012)
A operação oficial foi iniciada em uma cerimônia pelos 425 anos da cidade de São Paulo, em 25 de janeiro de 1979, marcando o início dos novos trens metropolitanos.
Na metade da década de 80, a FEPASA renomeou toda a sua frota de carros, e assim, os chamados "trens franceses" foram renumerados dentro da Série 5000. Sua numeração passou a ser UI 5XXX, onde o UI significava "Unidade Inoxidável" seguida da série do trem (Série 5000) mais dos números de identificação de cada TUE (sequencial).
Em 1992, a operação das linhas da FEPASA foram repassadas à nova empresa CPTM, que já operava as linhas Oeste e Sul da Fepasa, porém os valores arrecadados na bilheteria ainda eram repassados à FEPASA. Somente no ano de 1996 a CPTM passou a operar totalmente as novas linhas B–Cinza e C–Celeste (atuais 8–Diamante e 9–Esmeralda). A série 5000 já foi a maior frota da CPTM, sendo cada composição com 12 carros, divididos em 2 trens de 6 carros. Entre 1999 e 2000, algumas unidades foram modernizadas, dentro âmbito do Programa Quinquenal de Modernização e Remobilização de Frota (PQMR). Com o plano de modernização da Linha 8, a série 5000 passou a ser substituída pela nova Série 8000, processo concluído em fins de 2012.

## TUE Série 5400 (CPTM)
O TUE Série 5400 é uma versão modernizada da série 5000, pertencente à frota do Trem Metropolitano de São Paulo.

### História
Em meados de 2013, a CPTM selecionou seis unidades da série 5000 revisadas pelas empresas Adtranz, Bombardier, Companhia Comércio e Construções (CCC), Gevisa e Montagens Projetos Especiais S/A (MPE) entre 1998 e 2000 para serem adaptadas para circularem com quatro carros e receberem um novo padrão de identidade visual. Passaram então a operar na extensão operacional da Linha 8–Diamante, entre Itapevi e Amador Bueno, a partir de abril de 2014, como a série 5400.
Com a concessão das linhas 8–Diamante e 9–Esmeralda, os 6 trens da série 5400 foram repassados em 2022 permanentemente para a ViaMobilidade. Com isso, sua identidade visual foi novamente alterada, sendo, no entanto, aplicada em apenas 1 dos 6 trens repassados, tornando-se o série B-Bravo. Apesar do novo padrão , esses trens não têm circulado desde 2024.

## Acidentes e Incidentes
- 29 de dezembro de 1980 - Colisão entre 2 trens metropolitanos entre as estações Lapa e Barra Funda. Saldo de 238 feridos e perda total de alguns carros; [17]
- 8 de dezembro de 1984 - Colisão entre trem metropolitano 9018 e trem de carga puxado por locomotiva elétrica da série 2100 causa a morte de 3 pessoas e ferimentos em outras 50. O acidente ocorreu entre as estações de Cidade Universitária e Pinheiros. [18]
- 26 de dezembro de 1984 - Choque entre trem metropolitano e trem cargueiro à oeste da estação Jandira. O acidente causou a morte de 3 pessoas e ferimentos em outras 43. Por conta da ocorrência de dois acidentes em menos de 30 dias, o então diretor presidente da Fepasa, Cyro de Laurenza, pede demissão do cargo; [19]
- 7 de dezembro de 1991 - Trem metropolitano colide com para-choque da estação terminal Júlio Prestes, deixando 32 feridos.[20]
- 14 de outubro de 1992 - Colisão entre trem metropolitano e trem de carga na estação Sagrado Coração deixou 25 passageiros feridos. O trem metropolitano se encontrava estacionado na estação Sagrado Coração (sentido Júlio Prestes) havia mais de vinte minutos quando foi atingido por um trem de carga transportando 922 toneladas de açúcar. O impacto foi reduzido devido ao maquinista do trem cargueiro ter freado a composição. [21]
- 8 de julho de 1993 - Choque entre caminhão e trem na passagem de nível da estação Jandira. Um caminhão frigorífico avançou a cancela e atingiu um trem Série 5000, causando cinco feridos.[22][23]
- 4 de setembro de 1995 - Choque entre locomotiva da Fepasa e trem metropolitano a leste da estação Domingos de Moraes deixa um saldo de 4 feridos. Com o impacto e o descarrilamento, o muro de um quartel do Exército ao lado da linha acabou destruído. [24]
- 24 de novembro de 2000 - Choque entre trem e ônibus em passagem de nível da estação Antonio João mata 1 pessoa e fere 17; [25]
- 29 de janeiro de 2004 - Trem descarrila em aparelho de mudança de via (AMV) entre as estações Imperatriz Leopoldina e Presidente Altino. Um dormente colocado no AMV por vandalismo foi a causa do acidente.[26]
- 25 de dezembro de 2006 - Uma bomba explode em um trem na estação Engenheiro Cardoso, ferindo uma pessoa. [27]
- 26 de janeiro de 2012 - Duas composições da série 5000 chocam-se e descarrilam a oeste da estação Engenheiro Cardoso. Apesar do impacto ser considerado moderado, 6 pessoas ficaram feridas e uma das composições foi declarada como perda total;[28]

## Na cultura popular

A ex -jogadora de basquete Hortência durante o carregamento da tocha em um dos trens da Série 5000.

- Em 1979 o trem Série 5000 apareceu em um anúncio da Rhodia sobre o produto Bidim (manta de poliéster usada em construções) [29];
- Em janeiro de 1988 as Indústrias Reunidas Frateschi lançam a réplica do trem Série 5000 em Escala HO [30], sendo esse produto fabricado até os dias atuais. [31]
- Em 1993 o trem série 5000 apareceu brevemente no comercial da Linha 1993 da Volkswagen do Brasil [32] e da linha 1993 do Chevrolet Kadett [33]
- O trem série 5000 e a estação Quitaúna foram parte dos cenários do filme De Passagem (2003). [34] [35]
- Durante o revezamento da tocha olímpica dos Jogos Pan-Americanos de 2007, um trem da série 5000 serviu de transporte para a condução da tocha, conduzida pela ex jogadora de basquete Hortência.[36] [37]